# Chris Gardner
Pour les articles homonymes, voir Gardner.
Vous pouvez aider à l'améliorer ou bien discuter des problèmes sur sa page de discussion.
- Il ne cite pas suffisamment ses sources. Vous pouvez indiquer les passages à sourcer avec {{référence nécessaire}} ou {{Référence souhaitée}}, et inclure les références utiles en les liant aux notes de bas de page. (Marqué depuis décembre 2008)
- Il ne s’appuie pas, ou pas assez, sur des sources secondaires ou tertiaires. (Marqué depuis avril 2023)
- Son ton est trop élogieux, voire hagiographique. Le texte doit adopter un ton neutre et encyclopédique (aide). (Marqué depuis avril 2023)
- Il n’est pas rédigé dans un style encyclopédique. (Marqué depuis avril 2023)

- Archive Wikiwix
- Bing
- Cairn
- DuckDuckGo
- E. Universalis
- Gallica
- Google
- G. Books
- G. News
- G. Scholar
- Persée
- Qwant
- (zh) Baidu
- (ru) Yandex
- (wd) trouver des œuvres sur Wikidata

Christopher Paul Gardner  (né le 9 février 1954 à Milwaukee,  Wisconsin) est un entrepreneur, financier et philanthrope américain.
Multi-millionnaire au début des années 2000, Christopher Gardner a vécu, au début des années 1980, comme sans-abri avec son fils, Christopher, Jr., qu'il a élevé durant plus d'un an. En 2006, il est chef de la direction de sa propre entreprise, Gardner Rich & Co (en), basée à Chicago, en Illinois, où il réside quand il ne vit pas à New York. Par la puissance de son mental, il a su transgresser sa condition sociale et est devenu un homme hors du commun qui illustre parfaitement le rêve américain des années 1960 et 70. Gardner crédite sa ténacité et son succès à sa spiritualité qui lui a été transmise par sa mère, Bettye Jean Triplett, née Gardner et à la hauteur des attentes placées en lui par ses enfants, Chris Jr. (né en 1981) et sa fille, Jacintha (née en 1985).  

## Biographie

### Enfance
Chris Gardner est né en 1954 à Milwaukee dans le Wisconsin. Il a trois sœurs : Ophelia (la demi-sœur aînée d'une précédente union), Sharon et Kim (ses plus jeunes demi-sœurs du mariage de Bettye Jean à Freddie Triplett). Il a passé les premières années de sa vie dans plusieurs familles d'accueil. Chris n'avait pas de modèles masculins positifs puisque son père, Thomas Turner, était absent et vivait en Louisiane et son beau-père, Freddie Triplett, était un homme violent et alcoolique qui, régulièrement, le maltraitait lui et sa mère. Les violentes explosions de Freddie Triplett ont souvent conduit Bettye Jean à être battue et gravement blessée. Ces rages ont conduit Gardner et ses trois sœurs à avoir constamment peur. Bettye Jean a été emprisonnée quand Triplett a signalé aux autorités le travail qu'elle effectuait pendant qu'elle faisait une collecte pour de l'aide sociale. En conséquence, ses enfants ont été envoyés dans une famille d'accueil pendant son incarcération. Chris avait huit ans lorsqu'ils ont été placés dans une famille d'accueil pour la deuxième fois lorsque sa mère a été réincarcérée pour avoir tenté de brûler la maison avec Triplett à l'intérieur. Au cours de cette période, il fait la connaissance des trois frères de sa mère, Archibald, Willie et Henry. Sur les trois, Henry a eu l'influence la plus profonde, entrant dans la vie de Chris Gardner au moment où il avait le plus besoin d'une figure paternelle. Malheureusement, l'oncle Henry se noie dans le Mississippi tandis que la mère de Chris était en prison. Il n'a jamais vécu avec son père biologique mais s'est juré que lui-même serait toujours présent pour ses enfants. Plus tard, il conversera avec lui par téléphone et fera quelques économies pour le rejoindre en Louisiane afin de le connaître et de lui présenter son propre fils né en 1981. 
Malgré son mariage malheureux et ses deux incarcérations, sa mère, Bettye Jean Triplett, a été une source d'inspiration, de force et de confiance en soi-même. Elle a encouragé Gardner à croire en lui-même et a semé en lui les graines de l'auto-suffisance. Gardner la cite en disant : « Tu ne peux dépendre que de toi-même. La cavalerie ne viendra pas. » Gardner a été le deuxième enfant de Bettye Jean. À partir des difficiles expériences qu'il a vécu dans son enfance, Chris Gardner a décidé que l'alcoolisme, la violence conjugale, l'abus et la maltraitance d'enfants, l'analphabétisme, la crainte et l'impuissance étaient toutes les choses qu'il voulait éviter à l'avenir et que ses futurs enfants n'auraient jamais à subir.
Vers la fin des années 1960 et le début des années 1970, Chris Gardner a développé un profond sentiment de fierté noire. Par ses lectures historiques, il est devenu familier avec l'œuvre du révérend Martin Luther King Jr, Malcolm X, et Eldridge Cleaver. En même temps et soudainement, il prend du plaisir à écouter la musique de Sly Stone, de Buddy Miles, du révérend James Brown, des Rolling Stones et de, son musicien préféré de tous les temps : Miles Davis. Il a également su apprécier la musique de Billy Joel dont « Man in the Mirror » est sa chanson préférée. Enfin, il a aussi appris à jouer de la trompette.
Inspiré par les aventures de son « oncle » Henry dans la Marine des États-Unis, Chris Gardner décide de s'enrôler dans la Marine en 1974, peu de temps après avoir obtenu son diplôme au lycée, car il n'avait vraiment pas d'autres options. Alors que dans la marine, Gardner travaillait pour un hôpital, il fait la connaissance, à San Francisco, d'un chirurgien cardiaque, le Dr Robert Ellis. Ce dernier offre un poste à Chris Gardner pour l'assister dans ses recherches cliniques à l'Université de Californie, Centre médical de l'administration et des anciens combattants à l'Hôpital San Francisco, en Californie. A la fin de son contrat dans la Marine en 1974, Chris Gardner accepte le poste et déménage à San Francisco. Au cours des deux années suivantes, il travaillera comme vendeur de produits médicaux et apprendra à gérer un laboratoire. En 1976, il a les pleines responsabilités dans son propre laboratoire et coécrit avec le Dr Ellis différents articles publiés dans des revues médicales.

### Mariage et paternité
Le 18 juin 1977, Chris Gardner se marie avec Sherry Dyson, une femme de ménage.
Avec ses connaissances, son expérience et ses contacts dans le domaine médical, Chris Gardner a une carrière médicale toute tracée qui l'attend. Toutefois, avec dix années de formation médicale à réaliser et les changements dans le système de santé qui s'annoncent, il se rend compte que la profession médicale sera très différente au moment où il pourra l'exercer. Il lui est alors conseillé d'envisager d'autres options de carrière plus lucratives. Juste avant son 26e anniversaire, il informe sa femme, Sherry, de ses plans d'abandonner son rêve de devenir médecin.
Sa relation avec Sherry est tendue en partie en raison de sa décision de renoncer à une carrière médicale et aussi en raison des différences dans leurs comportements. Alors qu'il vivait encore avec Sherry, il entame une liaison passionnée avec une étudiante en médecine dentaire du nom de Jackie Medina avec laquelle il aura un enfant. Après trois ans de mariage avec Sherry, il la quitte pour aller vivre avec Jackie et se préparer à la paternité. Son fils Christopher Jarrett Medina Gardner naît le 28 janvier 1981. Cinq ans plus tard, en 1986, Sherry et lui divorcent légalement.
Au cours de la première année de la vie de son fils, Gardner a du mal à joindre les deux bouts en travaillant dans un hôpital et complète ses revenus avec d'autres emplois. Il est embauché en tant que représentant des ventes pour le CMS, un équipementier médical, ce qui lui permet de toucher un revenu annuel de 30 000 $ (soit l'équivalent de 66 973 $ aujourd'hui[Quand ?]) ce qui est plus que la plupart des familles. Peu de temps après, Gardner quitte le CMS pour un travail plus lucratif de responsable des ventes chez Van Waters and Rogers, une entreprise d'approvisionnement médical.
Poussé par son enfant à enquêter sur son propre père, Gardner retrouve son père biologique, Thomas Turner, au téléphone. Avec les revenus plus élevés qu'il gagne grâce à son nouvel emploi, Gardner est en mesure de mettre assez d'argent de côté pour voyager à Monroe, en Louisiane. Là, lui et son fils rencontrent Turner pour la première fois.

### Confiance en soi, refus de l'abandon
Gardner retourne à San Francisco, déterminé à réussir dans son entreprise. Le jour où il croise un homme impeccablement habillé qui cherchait à stationner sa Ferrari rouge est un moment crucial dans sa vie. Curieux de nature, Chris Gardner demande à l'homme comment il a réussi à avoir une telle vie. Et celui-ci répond qu'il est courtier en valeurs mobilières (en bourse) et qu'il gagne 80 000 dollars par mois. Lui ne touche que 30 000 dollars par an. C'est un tournant dans sa vie et c'est à partir de ce moment que la carrière de Gardner va bifurquer. En effet, le courtier en valeurs mobilières dans sa Ferrari rouge est un homme du nom de Bob Bridges. Il rencontre une nouvelle fois Gardner et lui prodigue par la suite une initiation au monde de la finance. 
Les grandes sociétés de bourse (tels que Merrill Lynch, Paine Webber, EF Hutton, Dean Witter Reynolds et Smith Barney) offrent des programmes de formation. À cette occasion, des rencontres ont lieu entre les directeurs de la succursale et Gardner. Durant les deux mois suivants, Gardner annulera ou reportera ses ventes et ses retards de paiement de tickets de stationnement accumulés parce qu’il rencontrera ces dirigeants. Chris Gardner s'inscrit au programme de formation 'Dean Witter Reynolds', maison de courtiers en valeurs mobilières, sans aucune recommandation et sans diplôme d'études supérieures. Il semble que Gardner ait obtenu une pause dans sa vie quand il a été accepté à un programme de formation chez EF Hutton. Il quitte ensuite son poste de vente pour se consacrer exclusivement à la formation de courtier en valeurs mobilières chez Dean Witter Reynolds. Puis, il se présente au bureau, prêt à travailler mais découvre que le directeur qui l’a embauché a été licencié la semaine précédente.
Sa relation avec Jackie se dégrade. Désespérée, sa femme le quitte, prenant leur fils avec elle, pour vivre sur la côte est. Environ quatre mois après que Jackie ait disparu avec son fils, elle revient avec l'enfant et le lui laisse. Il accepte volontiers la garde exclusive de son enfant. Cependant, le programme de formation chez Dean Witter Reynolds n'offre aucun salaire et il doit toujours payer un petit loyer. Bien qu'il ait une activité salariée, les difficultés financières de Chris Gardner sont telles qu'il se retrouve un jour à la rue avec son jeune fils qu'il élève seul. Ils vivent alors comme des sans-abri. Tous deux goûtent à la soupe populaire et dorment enfermés à double tour dans des endroits insolites qu'ils estiment les plus sûrs ou du moins où ils pensent pouvoir être en sécurité : dans son bureau après de longues heures de travail, sur des bancs dans des parcs, dans une salle de bain d'une gare ferroviaire (Bay Area Rapid Transit station) située à proximité de son lieu de travail. Chris Gardner a également souvent du mal à placer son enfant en garderie. Préoccupé par le bien-être de Chris Jr., Gardner demande au révérend Cecil Williams de leur permettre de rester à la Glide Memorial United Methodist Church, le refuge pour femmes sans abri, aujourd'hui connu sous le nom de Cecil Williams Glide Community House. Le pasteur accepte sans hésitation. Aujourd'hui, lorsqu'on lui demande un souvenir de sa vie de sans-abri, Christopher Gardner Jr. rappelle : « Je ne pourrais pas vous dire que nous avons été sans-abri, je savais juste que nous avions toujours quelque part où aller. Donc, en tout cas, je me souviens juste de nos déplacements, nous étions toujours en mouvement. De jour en jour, j'ignorais où ce chemin nous mènerait mais au moins nous étions ensemble, mon fils et moi. », raconte Chris Gardner qui travaillait donc pour devenir un stagiaire chez Dean Witter Reynolds. Afin de devenir lui aussi un « gagnant », Chris Gardner arrivait tôt au bureau et restait tard chaque fin de journée, persistant à faire des appels à des clients potentiels avec son objectif de 5 clients par jour. Faisant 200 appels par jour pour décrocher des clients, il souligne que chaque fois qu'il prenait le téléphone, il savait qu'il se sortait un peu plus de son gouffre. Pendant tout ce temps (pendant près d'un an), aucun de ses collègues ne savait que son fils et lui étaient sans-abri dans le district Tenderloin de San Francisco. Les collègues de Chris Gardner ignoraient donc tout de sa situation.
Peu de temps après, il ira en prison parce que son ex-femme l'accusait de la battre — une accusation que Chris Gardner niera toujours — et un juge a ordonné qu'il y reste pendant dix jours, comme punition pour ne pas être en mesure de payer 1 200 $ de tickets de stationnement. Gardner retourne chez lui et trouve son appartement vide : sa nouvelle petite amie et son fils ainsi que tous ses biens (y compris ses costumes, des chaussures et des vêtements d'affaires) ont disparu. Sa persévérance a payé quand, ce même jour de 1982, n'ayant eu aucune expérience, n'ayant pas reçu d’enseignement supérieur, n'ayant pratiquement pas de relations professionnelles et portant la même tenue décontractée qu’il portait le jour où il a été placé en garde à vue, Chris Gardner, grâce à sa persévérance, réussit son examen d'embauche : il a été le seul stagiaire à se voir offrir, dès le premier essai, un emploi stable et permanent chez Dean Witter Reynolds. 
Finalement, Chris Gardner a été recruté par Bear Stearns & Company, à San Francisco. Cependant, avec un salaire mensuel de 1 000 $ (qui est égal à 2 163 $ actuellement) et pas d'économie, il était incapable de répondre à ses frais de subsistance. Malgré cela, il a toujours conservé le courage, la détermination et la foi au cours de cette année en raison de l'amour inconditionnel qui subsistait entre lui et son fils. Il affirme que sans sa rencontre avec le révérend Williams il n'aurait pas accompli tout ce chemin. Ce dernier ne lui a pas seulement offert un endroit où dormir et donné à manger mais lui a surtout apporté une nourriture spirituelle et un lieu où trouver la paix intérieure. Il lui a également appris, le plus important selon Chris Gardner, que « les petites marches comptent double à partir du moment où on continue à avancer ». Maintenant, le révérend Williams a ouvert le premier hôtel aux sans-abri et Chris Gardner en est le promoteur.

### Carrière à Wall Street
Chris Gardner a rapidement grimpé les échelons dans cette société américaine et, en 1983, il la quitte et passe chez la 'Bear Stearns Company', une banque américaine d'investissements maintenant d'envergure mondiale, où il  est par la suite devenu l'un des meilleurs vendeurs.
Il finira par devenir propriétaire, en 1987, de sa propre enseigne à Chicago (Illinois), Gardner Rich & Co, un cabinet de courtage institutionnel spécialisé dans la gestion de produits de dette, d'actions et de produits dérivés pour certaines des plus grandes institutions financières, caisses de retraite et syndicats. Sa nouvelle société a commencé dans son petit appartement avec un capital de démarrage de 10 000 US$ et une seule pièce de mobilier : un bureau en bois utilisé en tant que table pour la famille. Gardner aurait détenu 75 % de sa société en bourse, le reste appartenant à un fonds de couverture. Il a choisi le nom de « Gardner Rich » pour son entreprise parce qu'il admire Marc Rich, l'opérateur de base gracié par le président Bill Clinton en 2001, "l'une des plus belles réussites à terme des opérateurs dans le monde". Après avoir vendu, en 2006, sa petite participation dans un projet de plusieurs millions de dollars[réf. nécessaire] dans Gardner Rich, il est devenu chef de la direction et fondateur de Christopher Gardner International Holdings, dont les bureaux se trouvent à New York, Chicago et San Francisco. Au cours d'une visite en Afrique du Sud pour observer les élections à l'époque du 10e anniversaire de la fin de l'apartheid, Chris Gardner a rencontré Nelson Mandela pour discuter des possibilités d'investissement dans les marchés émergents d'Afrique du Sud (comme indiqué dans son autobiographie de 2006). Chris Gardner développerait une entreprise d'investissement avec l'Afrique du Sud qui permettra de créer des centaines d'emplois et d'introduire des millions de dollars en devises étrangères dans le pays. Chris Gardner a refusé de divulguer les détails du projet en invoquant la législation en valeurs mobilières. 
Chris Gardner est un philanthrope qui parraine de nombreux organismes de bienfaisance, principalement le programme de Cara et le Glide Memorial United Methodist Church de San Francisco, où lui et son fils avaient reçu désespérément un abri. Il a aidé à financer un projet de 50 millions de dollars à San Francisco qui créait des logements sociaux et des possibilités d'emploi dans la ville où il était sans-abri. En plus d'offrir un soutien monétaire, Chris Gardner fait don de vêtements et de chaussures. Il se met à la disposition permanente pour l'aide au placement, l'orientation professionnelle et les formations d'emploi pour les sans-abris et les communautés à risques à Chicago. Dédié au bien-être des enfants par le biais de l'implication paternelle, Chris Gardner est présent au conseil d'administration de la National Fatherhood Initiative (NFI). Il est également membre du conseil de la National Education Foundation et parraine deux bourses annuelles sur l'éducation : la National Education Association, association de soutien à l'enseignement du personnel, et l'American Federation of Teachers liée à l'école et au personnel d'attribution.
Au fil des ans, lorsque ses finances seront prospères, il achètera une Ferrari ayant appartenu à Michael Jordan, le célèbre joueur de basket. Aujourd'hui, il est le propriétaire et chef de la direction de « Christopher Gardner International Holdings », une société qui a des bureaux à New York, Chicago et San Francisco. Cependant la réussite de Chris Gardner, un sans-abri devenu multimillionnaire, ne lui fait pas oublier les temps difficiles. En 2002, Chris Gardner a reçu le prix du Père de l'Année décerné par la NFI. Depuis, Chris Gardner a également eu l'honneur de recevoir le 25e Prix Annuel de l'Humanitaire et, en 2006, le prix des Amis de l'Afrique, présenté respectivement par la Commission de Los Angeles sur les Agressions contre les Femmes (LACAAW) et par la Chambre de Commerce Continentale de l'Afrique.
Chris Gardner est la vedette du documentaire canadien, "Come on Down: la recherche de l'American Dream" (2004) où il donne de précieux renseignements sur le rêve américain à son bureau du centre-ville de Chicago. Le documentaire montre également Bob Barker et Hunter S. Thompson. Le 23 mai 2006, il publie son autobiographie The Pursuit of Happyness aux éditions Harper Collins. Il s'agit d'un best-seller figurant sur la liste du New York Times. Le livre fut adapté à l'écran par Hollywood et sortit au cinéma en décembre 2006 : À la recherche du bonheur sorti le 15 décembre 2006 aux USA et le 31 janvier 2007 en France, réalisé par Gabriele Muccino et publié par Columbia Pictures ; il y est un producteur associé. Le film, mettant en vedette Will Smith, qui y joue le rôle de Chris Gardner, Thandie Newton et Jaden Smith, le fils de Will Smith, retraçait sur près d'un an la lutte de Chris Gardner contre l'itinérance. Le film a rapporté 163 millions $ au niveau national au box-office et de plus de 300 millions $ dans le monde. Le film a pris quelques libertés avec l'histoire de Chris Gardner. Certains détails des événements qui ont effectivement eu lieu sur plusieurs années ont été compressés en un temps relativement court et, bien qu'à huit ans, Jaden Jr. dépeint le fils de Gardner à cinq ans, celui-ci n'était qu'un tout-petit à l'époque. Chris Gardner fait une apparition dans le film dans la scène finale. Chris Gardner a été notablement absent à la première du film le 15 décembre 2006. Il a choisi plutôt d'être l'invité d'honneur et l'orateur inspirant à une fête de Noël pour JHT Holdings, Inc. à Kenosha, Wisconsin. Le film est disponible sous format DVD. En 2008, il a parlé à la cérémonie de remise des diplômes de sa fille à l'Université de Hampton. 
Dans l'espoir que l'histoire de Chris Gardner inspire les démunis de Chattanooga, au Tennessee, pour atteindre l'indépendance financière et prendre davantage de responsabilités pour le bien-être de leurs familles, le maire de Chattanooga a organisé un visionnement du film pour les sans-abris de la ville. Chris Gardner a lui-même estimé qu'il était impératif de partager son histoire pour le bien de tous ces problèmes sociaux. "Quand je parle de l'alcoolisme dans la famille, de violence domestique, de violence envers les enfants, d'analphabétisme, et de l'ensemble de ces questions, ces problèmes sont universels, ils ne sont pas seulement limités aux codes postaux", dit-il. En faisant tout cela, Chris Gardner espère que son histoire inspirera, même si souvent la réalité dépasse la fiction. « Trouver un métier passionnant et être dans la position de celui qui peut dire non c'est plus que du luxe, c'est avoir le pouvoir. » déclare-t-il.

## Dans la culture populaire
Le parcours de Chris Gardner est décrit dans ses mémoires publiés en mai 2006 et, la même année, dans le film À la recherche du bonheur (The Pursuit of Happyness, dans lequel il fait une apparition tout à la fin) avec Will Smith. 